# Szerzawa (województwo pomorskie)
Szerzawa (niem. Breitfelde) – osada w Polsce położona w województwie pomorskim, w powiecie gdańskim, w gminie Cedry Wielkie na obszarze Żuław Gdańskich. 
Osada wchodzi w skład sołectwa Trzcinisko.
Wieś należąca do Żuław Steblewskich terytorium miasta Gdańska położona była w drugiej połowie XVI wieku w województwie pomorskim. W latach 1975–1998 miejscowość administracyjnie należała do województwa gdańskiego.